# 351. Infanterie-Division (Wehrmacht)
La 351. Infanterie-Division fu una divisione dell'esercito tedesco attiva durante la seconda guerra mondiale che venne creata nel marzo 1940 e sciolta dopo pochi mesi.

## Storia
La divisione fu fondata a Czestochowa il 10 marzo 1940. Il 1 giugno 1940 la divisione creò tre compagnie di guardie che rimasero a Oberost e fu poi trasferita nella sua zona di origine e sciolta il 21 agosto 1940.

## Ordine di battaglia
- Infanterie-Regiment 641
- Infanterie-Regiment 642
- Infanterie-Regiment 643
- Artillerie-Batterie 351
- Aufklärungs-Schwadron 351[1]

## Comandanti
- Generalleutnant Paul Göldner (10 marzo 1940 - 21 agosto 1940)[1]